# Adoração dos Reis Magos (Rembrandt)
A Adoração dos Reis Magos é uma pintura de c. 1632 a 1633 recentemente atribuída a Rembrandt.
Foi reconhecida como original em 2016, depois de cair do muro na casa de seus donos em Roma. Eles levaram para ser restaurada, pois a queda danificou o quadro. O restaurador percebeu que a pintura não era uma cópia como os proprietários acreditavam. A Academia Francesa em Roma confirmou sua autenticidade em 22 de junho de 2021. A Academia, apoiada pela Fondazione Patrimonio Italia (FPI), exibiu o trabalho em um simpósio intitulado "Rembrandt: Identificando o Protótipo, Vendo o Invisível" em sua sede em Villa Medici. Acreditava-se que a obra havia sido perdida e era conhecida apenas por cópias no Museu Hermitage e no Museu de Arte de Gotemburgo.

## Temática
A Adoração dos Reis Magos (do título da seção em latim da Vulgata, A Magis adoratur) é o nome tradicionalmente dado ao tema cristão parte da Natividade, no qual os três reis magos, representados como reis vindos do oriente, tendo encontrado Jesus ao seguir a estrela de Belém, colocam aos pés do Menino Jesus presentes de ouro, incenso e mirra. Eles também o adoram como "rei dos judeus". Este evento foi relatado no Evangelho de Mateus.